# Вулиця Леха Качинського (Хмельницький)
Ву́лиця Ле́ха Качи́нського розташована у масиві приватної забудови мікрорайону Ближні Гречани. Пролягає від вулиці Вокзальної до з.п. Гречанський Переїзд (нині недіючий) і далі до вулиці Західно-Окружної.

## Історія
Сформувалася та отримала свою попередню назву (вулиця Урицького) ще за часів існування приміського села Гречани, яке в 1946 році було приєднано до Проскурова. Розташована у масиві приватної забудови мікрорайону Ближні Гречани. У 2010 році перейменована на честь колишнього польського президента, загиблого в авіакатастрофі під Смоленськом, Леха Качинського.